# Joker (Automarke)

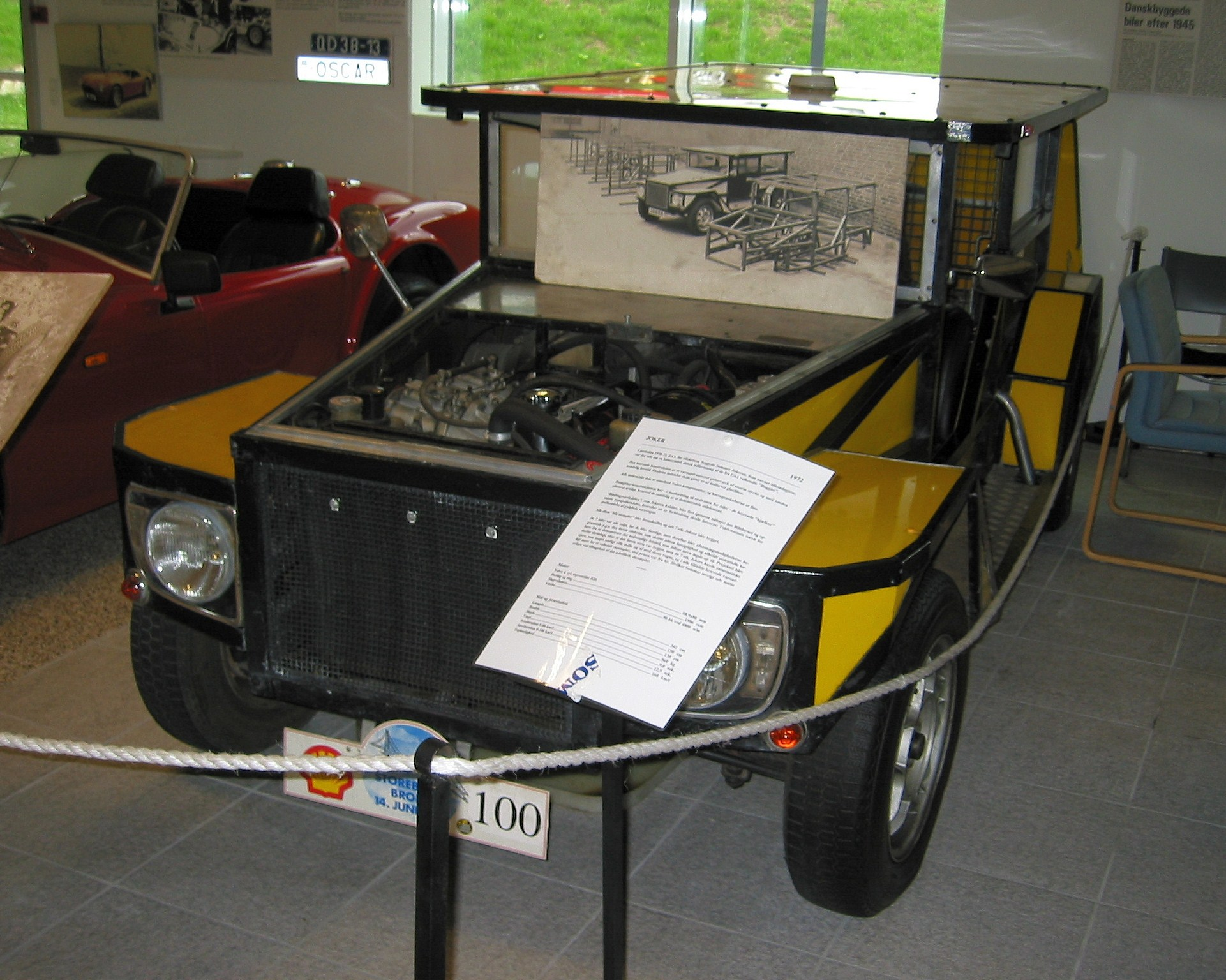
Joker von 1972

Joker war eine dänische Automarke.

## Unternehmensgeschichte
Das Unternehmen von Ole Sommer aus Kopenhagen begann 1970 mit der Produktion von Automobilen. 1972 endete die Produktion nach sieben hergestellten Exemplaren.

## Fahrzeuge
Das einzige Modell war ein vom VW-Buggy inspiriertes Spaß- und Freizeitfahrzeug für Skandinavien. Statt einer Käferbodenplatte mit offener Kunststoff-Wannenkarosserie hatte es einen Rohrrahmen, ein Dach und Motoren und Fahrwerk aus alten Volvo-Fahrzeugen. Der Rahmen umschloss den Innenraum des Fahrzeugs nach Art eines Fachwerkbaus (Space Frame) und die Gefache waren mit Sperrholzplatten verkleidet. Für den Antrieb sorgte ein Vierzylindermotor mit 1986 cm³ Hubraum und 82 PS Leistung von Volvo.
Ein Fahrzeug ist im Sommer's Veteranbil Museum in Nærum ausgestellt.